# For Better or For Worse (film, 1993)
Pour les articles homonymes, voir Pour le meilleur et pour le pire.
Pour plus de détails, voir Fiche technique et Distribution.
For Better or For Worse est un film américain réalisé par David Collier, sorti en 1993.
Il a été diffusé à la télévision sur PBS dans le cadre de la série POV.

## Synopsis
Le film explore la vie et les relations de cinq couples mariés depuis cinquante ans ou plus.

## Fiche technique
- Titre : For Better or For Worse
- Réalisation : David Collier
- Musique : Mark Adler
- Production : David Collier et Betsy Thompson
- Société de production : ITVS International
- Pays :  États-Unis
- Genre : Documentaire
- Durée : 57 minutes
- Dates de sortie : 
  - États-Unis : 1993

## Distinctions
Le film a été nommé à l'Oscar du meilleur film documentaire.